# Contactlijm
Contactlijm is een lijm die blijvend elastisch is (thermoplast). Het oplosmiddel bestaat meestal uit een mengsel van nafta (aardolie),  cyclohexaan en butanon (methylethylketon / MEK). 
De lijmverbinding komt tot stand door eerst de substraten (oppervlakten) met lijm te bestrijken. Na het verdampen van de oplosmiddelen ontstaat er een lijmfilm die bijna droog is. Na een korte druk op de contactvlakken ontstaat een hechte verbinding. De materialen zitten bij het samenvoegen direct vast, verschuiven is niet meer mogelijk. Bij verwarming wordt de lijm weker (plastischer) en is daardoor beter aan te brengen.
Toepassingsgebieden zijn:
- Fineer
- Stickers, etiketten
- Vloerbedekking
- (Druk)tape, plakband
- Schoenen (leer, kunstleer, rubber)
- Meubels (stof)
- Lijmfilms